# Grevea eggelingii
Grevea eggelingii är en tvåhjärtbladig växtart som beskrevs av Milne-redh. Grevea eggelingii ingår i släktet Grevea och familjen Montiniaceae. Inga underarter finns listade i Catalogue of Life.